# MARINE & WALK YOKOHAMA
MARINE & WALK YOKOHAMA（マリン アンド ウォーク ヨコハマ）は、神奈川県横浜市中区新港1丁目にある商業施設。

## 概要
三菱商事都市開発によるオープンモール型の商業施設として2016年3月4日に開業。プロパティマネジメント業務（施設運営）は2023年7月1日より東京建物グループのプライムプレイスが担っている。みなとみらい地区（新港地区）の4街区に該当し、南東側には横浜赤レンガ倉庫、北西側には横浜ハンマーヘッドも所在している。
低層分棟方式の2階建ての建物は1階にショッピング店舗（アパレル・雑貨）や飲食店、2階には飲食店が主に配置されている。また、ブライダル施設「BAYSIDE GEIHINKAN VERANDA minatomirai」（運営：テイクアンドギヴ・ニーズ）が入る建物のみ5階建てとなっている。テナント総数は28店舗。
施設壁面の2か所にはコレット・ミラーによる正式な登録スポットとしては日本初の「エンジェルウィングス（天使の羽）」が描かれており、SNSなどで人気の撮影スポットとなっている。

## ギャラリー
建物の外観

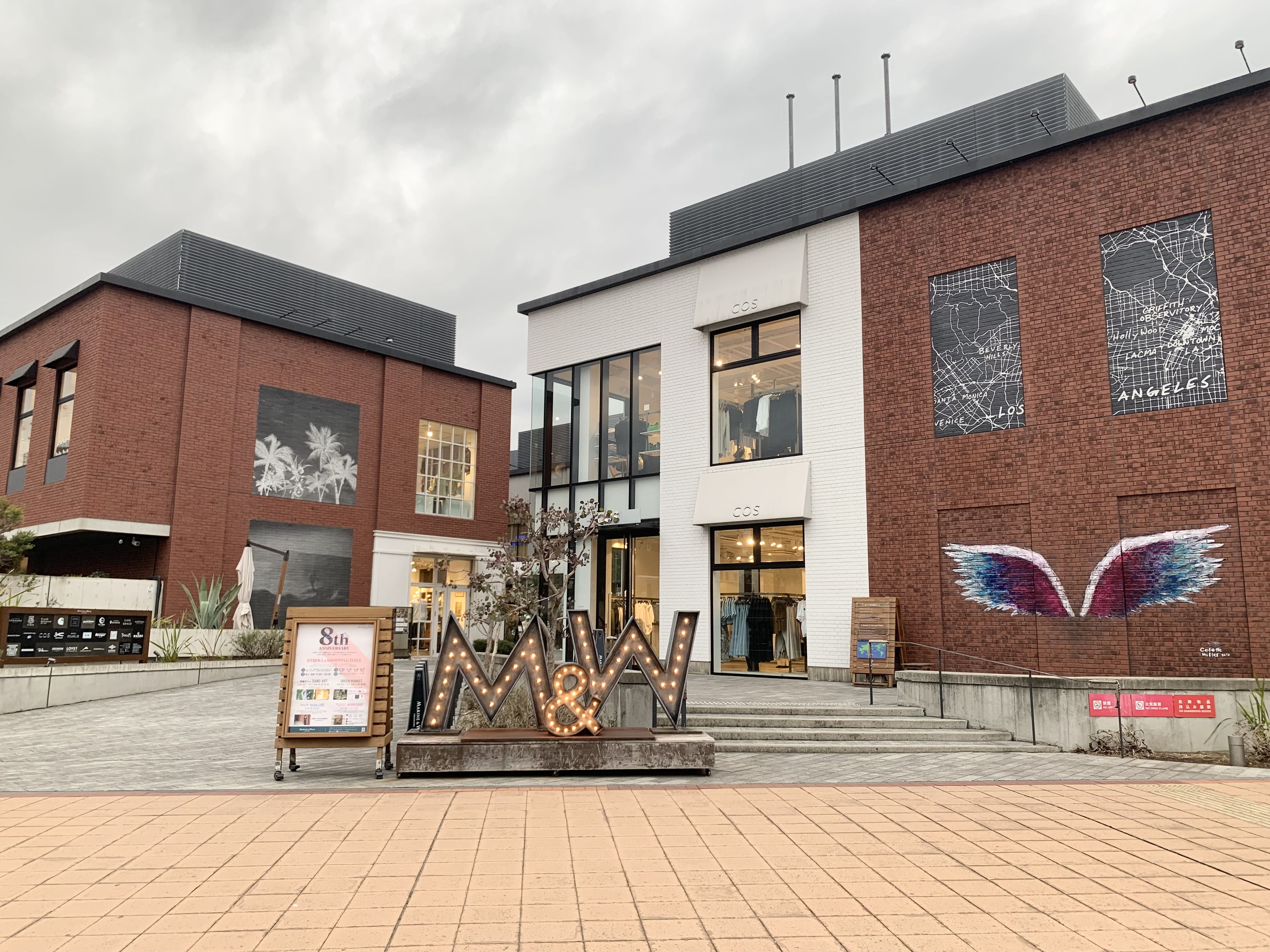
南東の赤レンガ倉庫側入り口付近、壁にエンジェルウィングスも描かれている
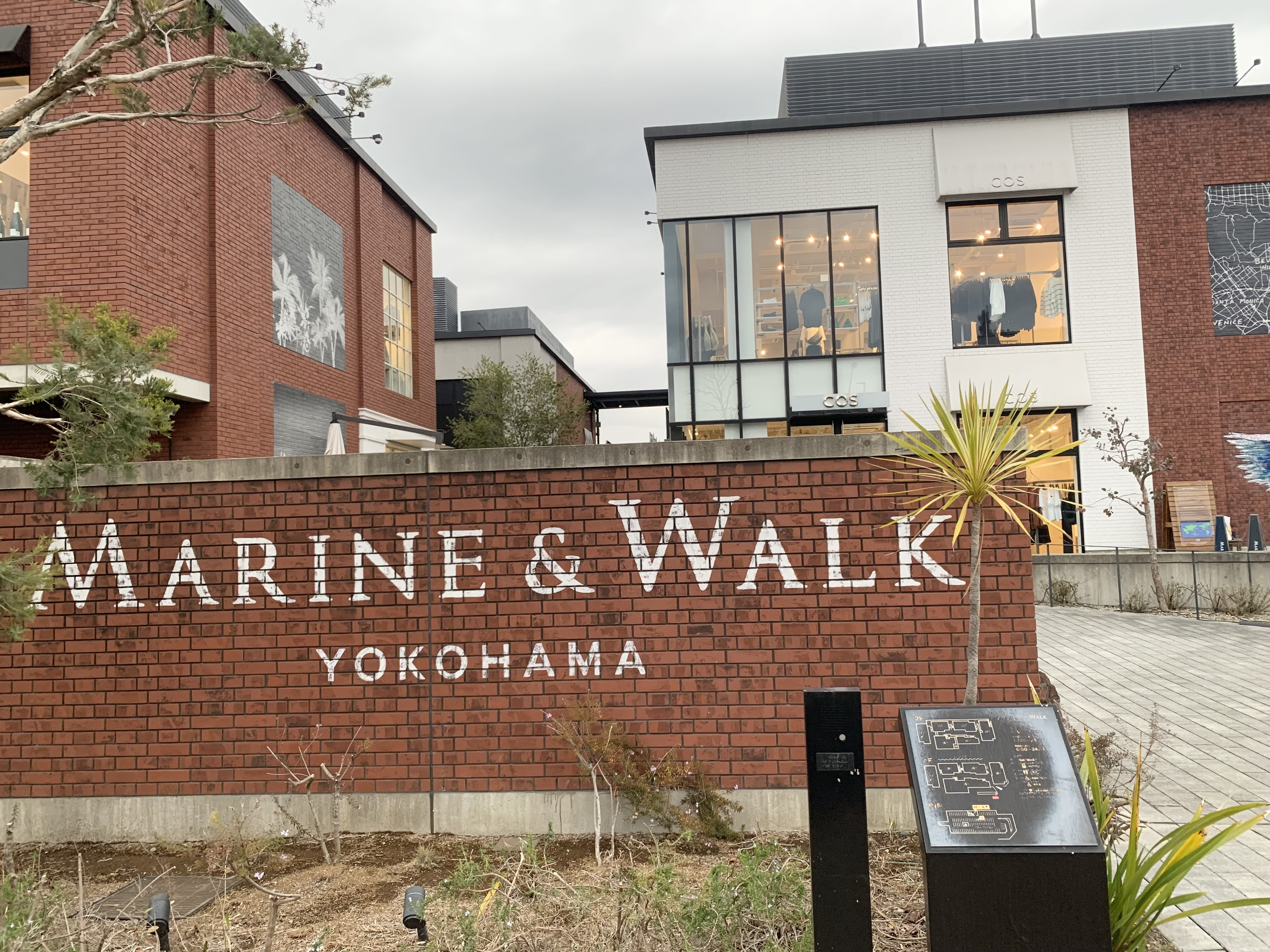
同じく南東側入り口付近、レンガ調の塀には当施設のロゴが描かれている
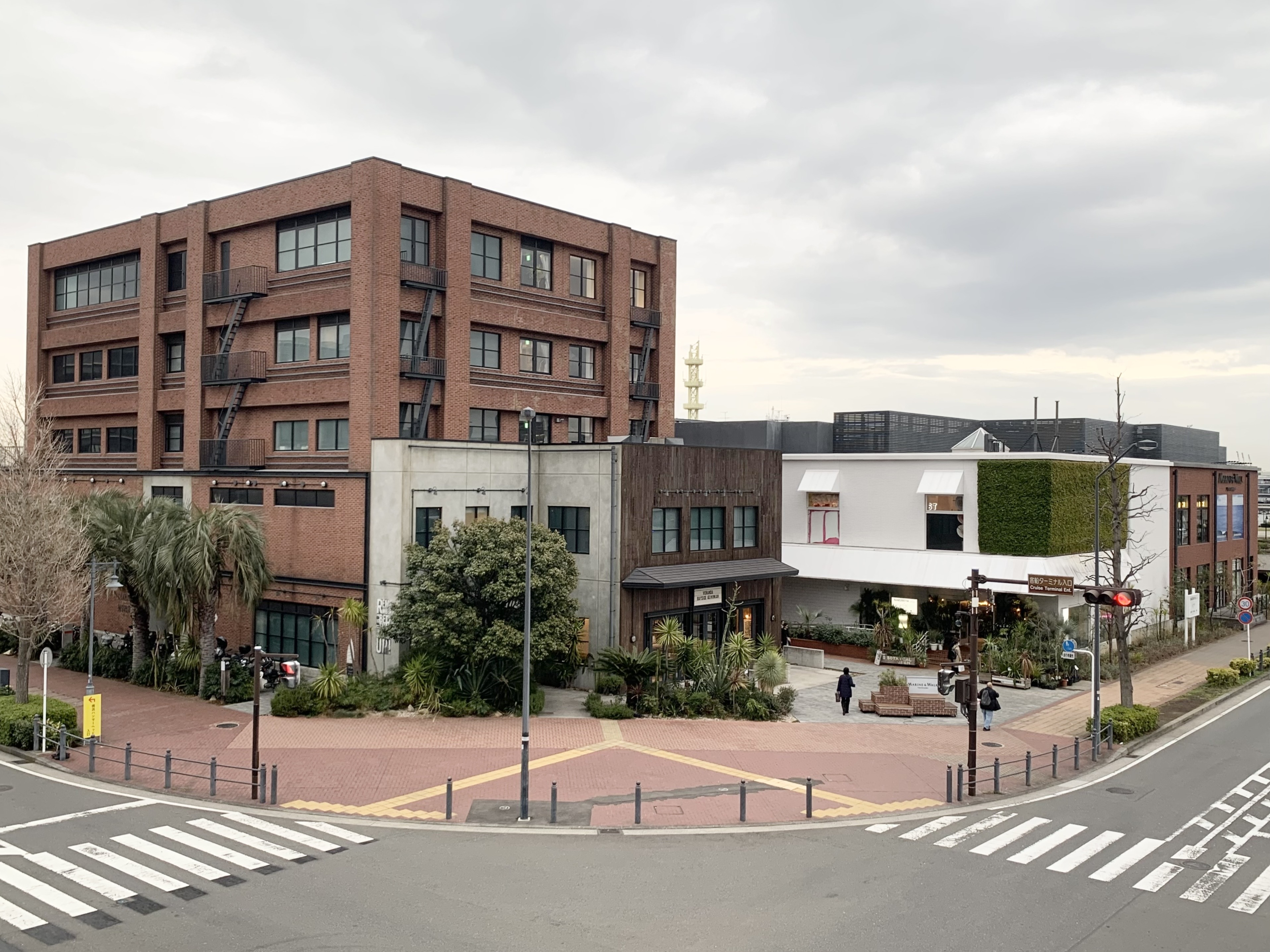
南西側のハンマーヘッドウォークより外観を撮影
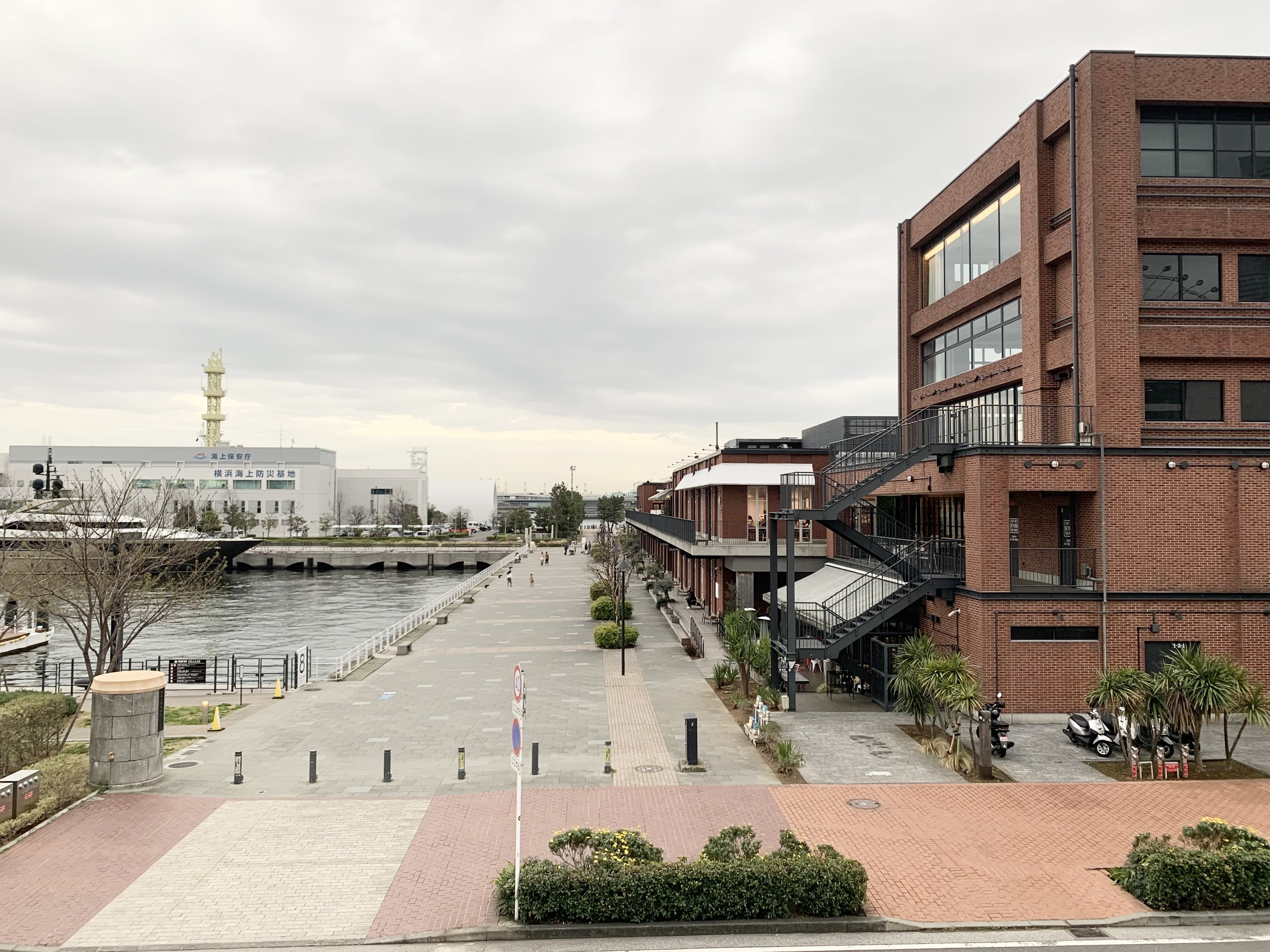
施設の北側は海を臨める

オープンモールの様子

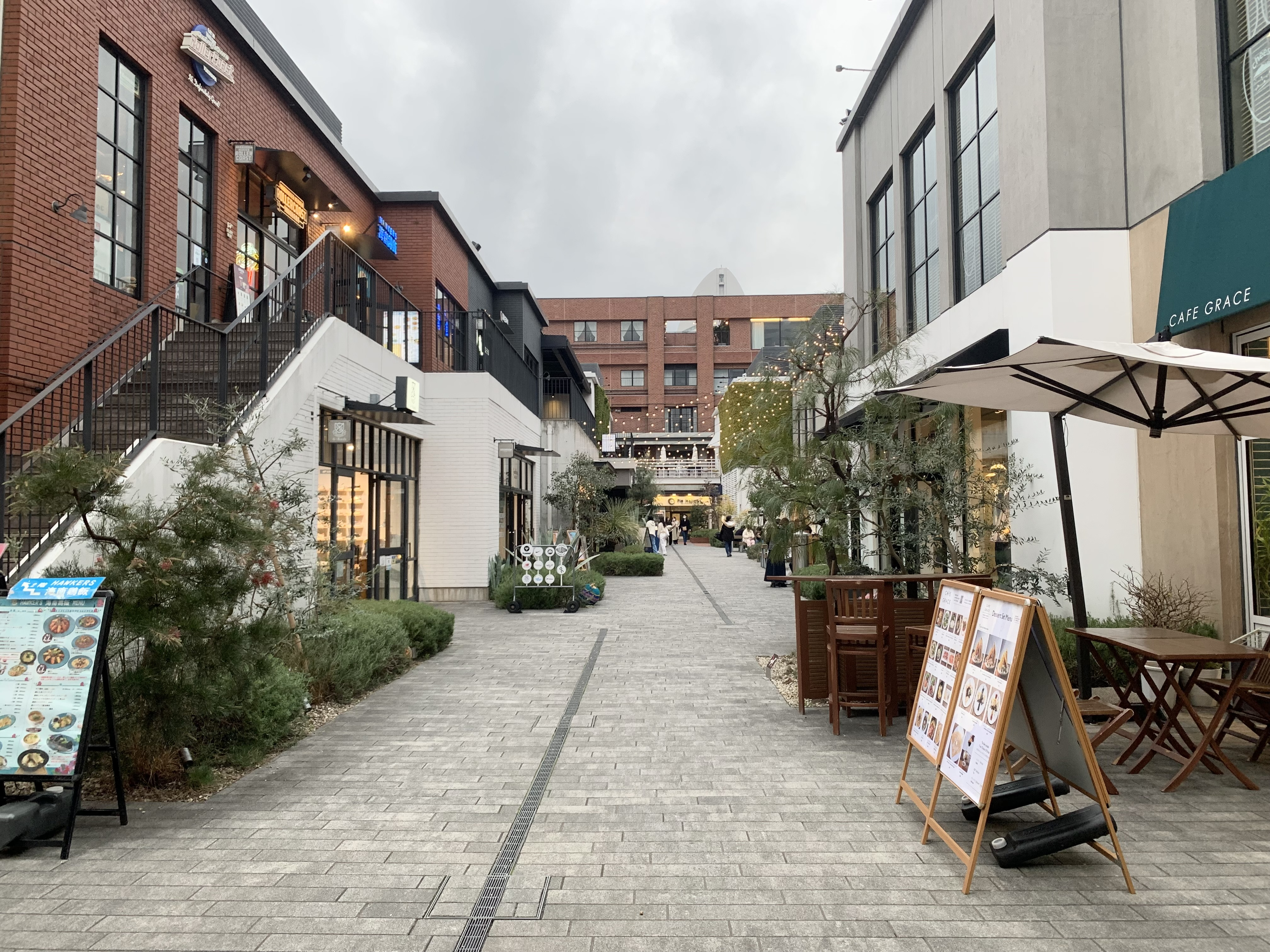
2階建ての建物が並ぶ（2024年3月撮影）
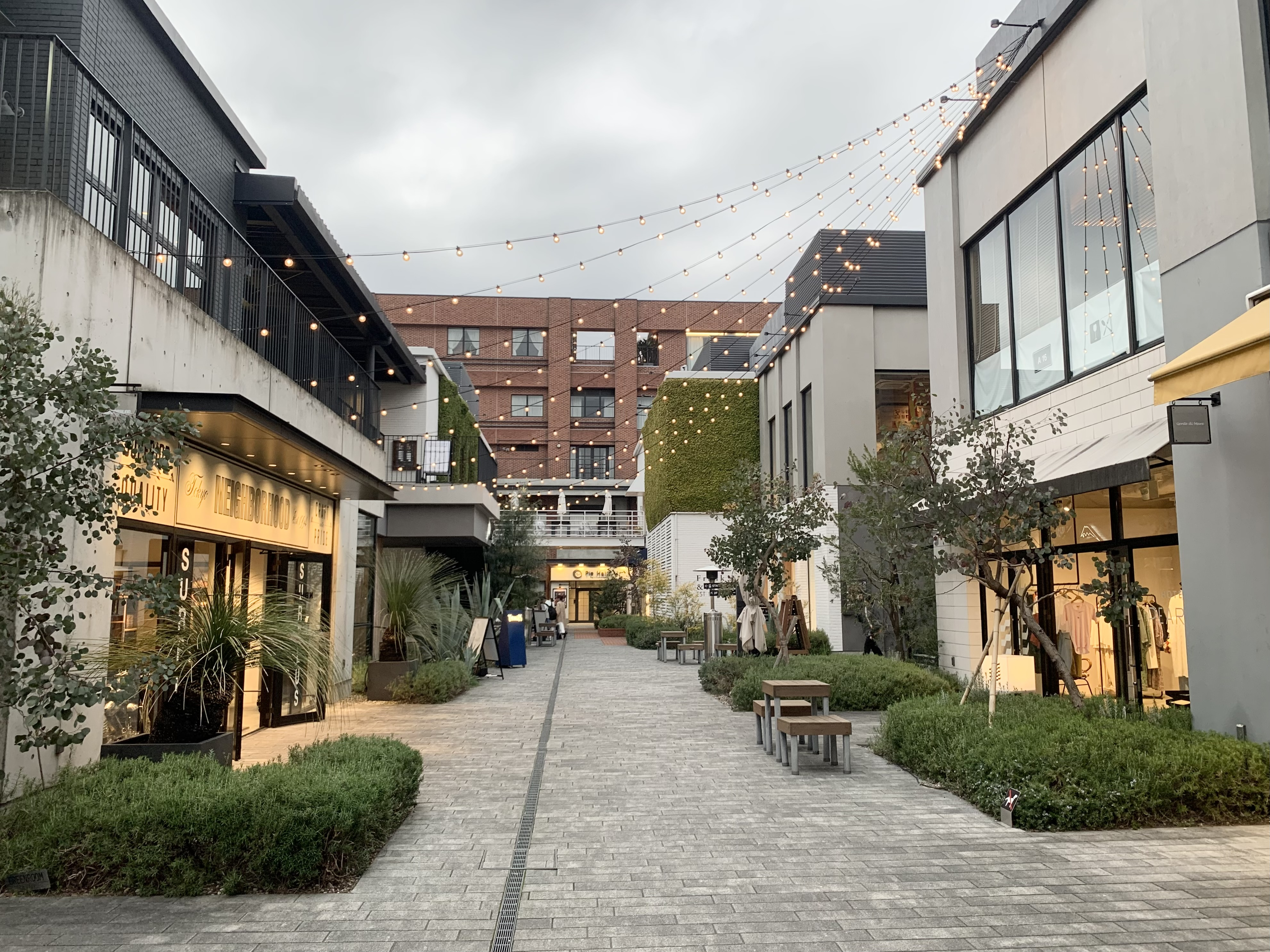
最奥はブライダル施設が入る5階建ての建物（2024年3月撮影）
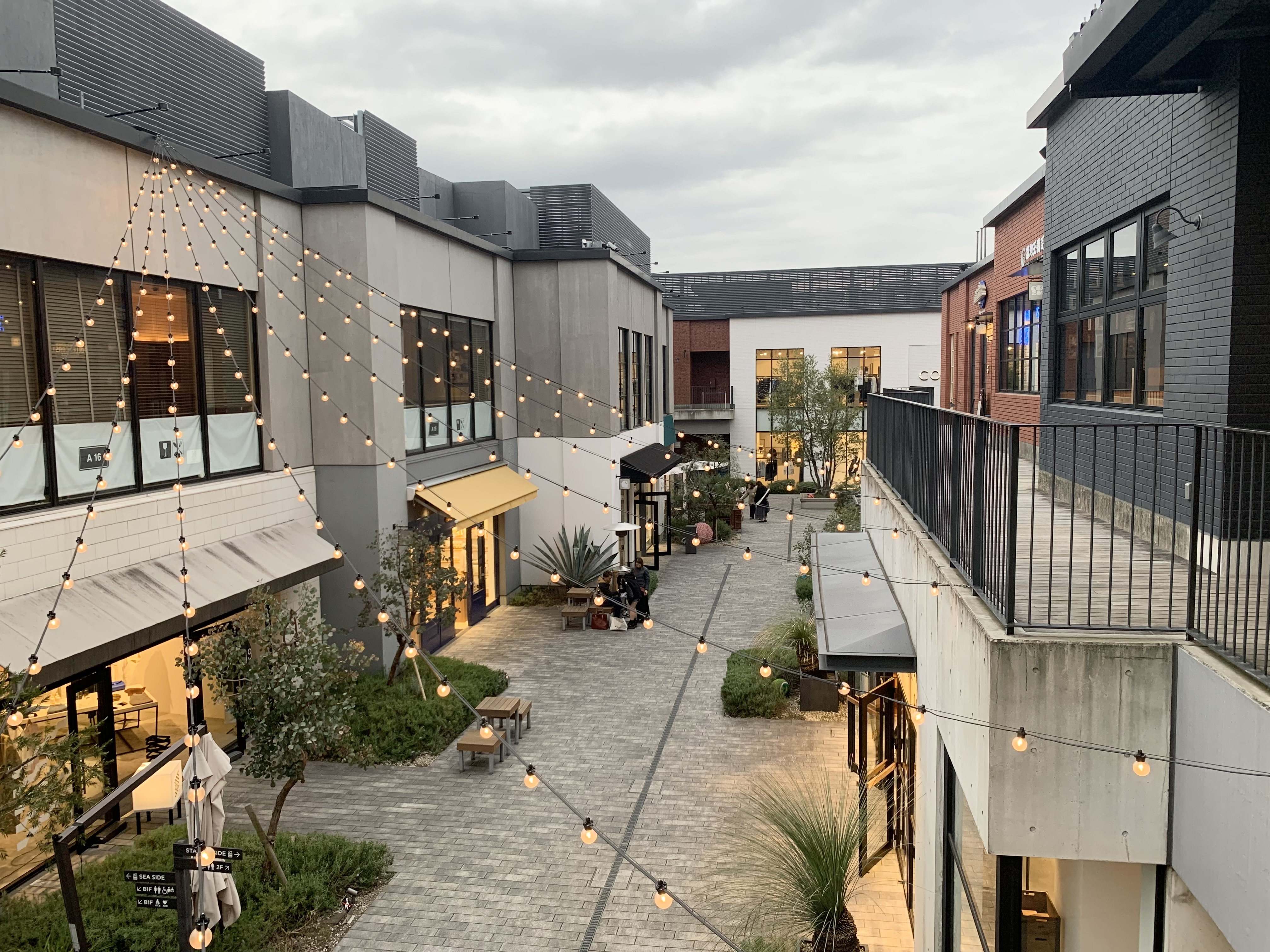
建物2階より（2024年3月撮影）

## アクセス

### 鉄道
- みなとみらい線

「馬車道駅」6番出口または「日本大通り駅」徒歩約9分
「みなとみらい駅」徒歩約12分
- JR・市営地下鉄

「桜木町駅」汽車道経由で徒歩約15分

### バス
- 市営バス（270系統）

「横浜駅前」から「赤レンガ倉庫」下車（土曜・日曜・祝日のみ運行）
- 市営バス「あかいくつ」

「桜木町駅前」から「ハンマーヘッド」または「赤レンガ倉庫・マリン&ウォーク」下車徒歩2分（毎日運行）

### 自動車
- 首都高速神奈川1号横羽線「みなとみらい」または「横浜公園」出入口